# ステファン・ボワイエ
ステファン・ボワイエ（Stéphen Boyer, 1996年4月10日 - ）は、フランスの男子バレーボール選手。フランス代表。

## 来歴

### クラブチーム
レユニオン県サン=ドニ出身。2012年、France Avenir 2024へ入団しバレーボール選手としてのキャリアをスタートさせる。2014年、GFC Ajaccio Volley-Ballへ移籍。2014/15シーズンはリーグ6位となった。2015年、Chaumont Volley-Ball 52へ入団。3年間在籍し、2016/17シーズンのフランスリーグで優勝へ導いた。2017/18シーズンはリーグとフランスカップで準優勝となり、自身はMVP、ベストオポジット賞、ベストサーバー賞の3冠を受賞した。2018/19シーズンから3年間はイタリアセリエA1のVerona Volleyでプレーした。2021年6月にポーランドリーグのJastrzębski Węgielと契約し、2021/22シーズンでポーランドPlusLigaで準優勝した。
2025年6月、SVリーグのジェイテクトSTINGS愛知との契約合意が発表された。

### 代表チーム
アンダーカテゴリーの代表として2014年のU-20欧州選手権で金メダルを獲得。2015年、メキシコで開催されたU-21世界選手権に出場した。2016年、フランス代表に初選出された。2017年より代表チームのオポジットを務め、同年のワールドリーグでベストスコアラー部門とベストサーバー部門で1位となる活躍で金メダル獲得へ導いた。2018年、世界選手権に出場した。2019年、欧州選手権ではベストスコアラー部門で1位となった。2021年開催の東京五輪に出場し、金メダルを獲得した。2022年、ネーションズリーグで金メダルを獲得した。

## 球歴
- オリンピック - 2021年
- 世界選手権 - 2018年、2022年
- グラチャン - 2017年
- ネーションズリーグ - 2018年、2019年、2021年、2022年
- ワールドリーグ - 2017年

## 受賞歴
- 2018年 - 2017/18フランスSupercup MVP、ベストオポジット

## 所属クラブ
- France Avenir 2024（2012-2014年）
- GFC Ajaccio Volley-Ball（2014-2015年）
- Chaumont Volley-Ball 52（2015-2018年）
- Verona Volley（2018-2020年）
- Al Arabi Qatar（2020-2021年）
- ヤストシェンブスキ・ヴェンギェル（2021-2023年）
- アセッコ・レソヴィア・ジェシュフ（2023-2025年）
- ジェイテクトSTINGS愛知（2025年-）